# دفاع شامل (سنغافورة)
الدفاع الشامل هو مفهوم يلزم مجتمع سنغافورة بأسره بالدفاع عن الوطن، ويقوم على أساس فرضية أن كل جانب من جوانب المجتمع له دور في الدفاع الجماعي عن الدولة. طُرحت الاستراتيجية للمرة الأولى في عام 1984 واستُمدت من استراتيجيات الدفاع الوطني للسويد وسويسرا. تألفت الاستراتيجية في البداية من خمسة مبادئ رئيسية؛ عسكري ومدني واقتصادي واجتماعي ونفسي، وطُرح المبدأ السادس، الرقمي، في عام 2019. جرى تعزيز هذه الاستراتيجية بطرح الشعار الحكومي: هناك دور للجميع، مع إصدار أغنية وطنية تحمل الاسم ذاته.
يجري الاحتفال بيوم الدفاع الشامل في 15 فبراير من كل عام، وهو اليوم الذي استسلمت فيه سنغافورة الاستعمارية لليابان في عام 1942 خلال الحرب العالمية الثانية.

## تاريخيًا
في 9 أغسطس 1965، انفصلت سنغافورة عن ماليزيا لتصبح دولة مستقلة، وفي 15 مارس 1967، جرى العمل بقانون التجنيد الإجباري لجميع الذكور الأصحاء الذين تجاوزت أعمارهم 16 سنة في شكل خدمة وطنية. بحلول ثمانينيات القرن العشرين، أُقر بالدفاع العسكري باعتباره حقيقة ثابتة من حقائق الحياة في الدولة المدينة، على الرغم من تشكيك العديد من البرلمانيين في فعالية برنامج التوعية التابع لوزارة الدفاع في تثقيف الشعب حول مفهوم الدفاع الكامل. خلال جلسة برلمانية عقدت في 16 مارس 1983، طُرحت مجموعة من الأسئلة على وزير الدفاع غو تشوك تونغ. في اليوم التالي، رد وزير دفاع الدولة يو نينغ هونغ بأن التقدم سيُحرز على شكل برنامج يرتكز على خمس نقاط رئيسية. خلال أسبوع الدفاع المدني في 24 سبتمبر، أقر وزير الداخلية تشوا سيان تشين بأن الحكومة ارتكبت خطأ عندما لم تدمج بين الدفاع المدني والدفاع العسكري، ما أسفر عن عدم اكتراث الشعب إزاء الدفاع المدني، وأنها تسعى إلى تصحيح ذلك من خلال دمج كليهما في إطار إستراتيجية الدفاع الشاملة.
في 6 يناير 1984، أعلنت الحكومة إنشاء مجلس استشاري للعلاقات المجتمعية في مجال الدفاع بقيادة مدنية لتعزيز استراتيجيتها الإعلامية وزيادة الوعي العام بالبرنامج، ودعت أعضاء البرلمان ورجال الأعمال والنقابيين وقادة المجتمع للانضمام. رأت الحكومة أنه من الضروري أن يتولى المدنيون القيادة، بدلًا من الأفراد العسكريين، بهدف تعزيز الاستراتيجية الدفاعية الشاملة. أُنشئ المجلس في 18 يناير.
في 22 يناير 1984، أُعلن عن الدفاع الشامل رسميًا إستراتيجية دفاع شاملة لسنغافورة مع خمسة عناصر رئيسية: عسكري ومدني واقتصادي واجتماعي ونفسي. تناولت عناوين رئيسية في الصحف التي تديرها الدولة ضرورة هذه الاستراتيجية إلى جانب سيناريوهات الحرب التي تتجاوز نطاق الجيش التقليدي. خلال الأشهر المقبلة، أطلقت وزارة الدفاع حملة لترويج الدفاع الشامل في المدارس ومجتمعات الأعمال وبين الناس. لوحظ أن كبار السن الذين عاصروا فترة الاحتلال الياباني كانوا أكثر «حماسًا» ودعمًا للاستراتيجية. أقيمت المسابقات الشعرية والغنائية التي تستند إلى الاستراتيجية. في عام 2019، أُضيف الدفاع الرقمي عنصرًا سادسًا في إستراتيجية الدفاع الشامل، والذي تناول موضوع التهديدات المتزايدة في مجال الإنترنت. طالب بعض البرلمانيين بإضافة الدفاع عن المناخ عنصرًا سابعًا، لتسليط الضوء على قابلية تأثر سنغافورة بتغير المناخ وارتفاع مستوى البحار.